# Sterling (Nebraska)
Sterling – wieś w Stanach Zjednoczonych, w stanie Nebraska, w hrabstwie Johnson.